# Fiskvik
Fiskvik är en småort i Bergsjö socken i Nordanstigs kommun i Gävleborgs län.